# Сансовино, Якопо
Якопо Сансовино (итал. Jacopo Sansovino, при рождении Якопо Татти; 2 июля 1486, Флоренция — 27 ноября 1570, Венеция) — итальянский скульптор и архитектор эпохи Высокого Возрождения венецианской школы.
Родился 2 июля 1486 года во Флоренции. Во Флоренции в 1500 году поступил в ученики к Андреа Сансовино, чью фамилию он впоследствии взял. Сопровождал учителя в Рим, где изучал античную скульптуру.
В 1505 году Якопо был нанят папой Юлием II для реставрации повреждённых статуй, найденных при раскопках античного Рима. Сансовино создал бронзовую копию скульптурной группы «Лаокоон и его сыновья». В Риме Якопо Сансовино познакомился с Микеланджело, эта встреча повлияла на всё его дальнейшее творчество. В 1511 году он вернулся во Флоренцию, где начал работу над мраморной статуей Иакова Зеведеева для собора Санта-Мария-дель-Фьоре. В тот же период им была создана скульптура «Бахус и Пан» (в музее Барджелло).
Вернувшись в Рим, Якопо работал для общины флорентийцев над постройкой церкви Сан-Джованни-деи-Фиорентини, начатой Антонио да Сангалло. Мраморная скульптурная группа «Мадонна с младенцем», созданная Сансовино, была установлена к западу от храма Сант-Агостино.
В 1527 году Якопо, как и многие другие художники, вынужден был бежать из Рима от разграбления ландскнехтами императора Карла V (итал. Sacco di Roma). По пути во Францию он остановился в Венеции, где его приняли Тициан и Пьетро Аретино. Подряд на восстановление главного купола базилики Сан-Марко заставил его отказаться от планов возвращения во Флоренцию. Вскоре Сансовино становится главным архитектором Венецианской республики. В Венеции он остался до конца жизни.
Сансовино внёс значительный вклад в архитектуру Венеции. Под его руководством были построены здание Библиотеки Сан-Марко, Монетного двора и Лоджетта на Пьяцетте. Якопо построил несколько дворцов, в том числе Палаццо Дольфин-Манин (1536), церкви Сан-Джулиано и Сан-Франческо делла Винья, которую заканчивал Андреа Палладио. В архитектуре Библиотеки Сан-Марко на Пьяцетте Сансовино продолжил находки Палладио и продемонстрировал новые черты, предвещающие стиль барокко: дематериализацию стены с помощью больших, тесно поставленных проёмов аркад с колоннами по типу палладиева окна, статуями и обелисками на балюстраде кровли и оригинальными окнами фриза в форме горизонтального овала со сложным наличником, получившим позднее название «перла барокка».
Новое здание библиотеки Марчиана начали строить по проекту Сансовино в 1537 году — архитектор был назначен протомаэстро строительства. Протомаэстро отвечал за все аспекты строительства, — когда по не выясненным до конца причинам во время строительства обвалилась часть Библиотеки Марчиана, Сансовино был лишен должности протомаэстро, подвергнут большому штрафу и заключён в тюрьму. 18 декабря 1545 года обрушился свод, выполненный из тяжелой кладки. В ходе последующего расследования Сансовино утверждал, что рабочие преждевременно убрали временные деревянные опоры до момента застывания бетона и что выстрел пушки, который в качестве салюта был произведен с галеры, недалеко от площади Святого Марка, произвел фатальное сотрясение. Тем не менее архитектор был приговорен лично возместить стоимость ущерба (от 800 до 1000 дукатов), на что у него ушло 20 лет. В 1565 году прокураторы списали оставшийся долг в обмен на скульптурные работы Сансовино. Решение прокураторов, датированное 20 марта 1565 года, хранится в Государственном архиве Венеции. Кроме того, выплата жалования протомаэстро была приостановлена до 1547 года. После обрушения конструкция была изменена: для поддержки крыши была использована более легкая деревянная конструкция.
Как скульптор, Сансовино изваял статуи Марса и Нептуна, установленные в 1568 году на верхней площадке Лестницы гигантов во внутреннем дворе Дворца дожей, а также аллегорические статуи для Лоджетты. Сансовино умер 27 ноября 1570 года в Венеции.
Сын Якопо — Франческо Татти да Сансовино (1521—1586) был разносторонним итальянским учёным, писателем-гуманистом и издателем. Родился в Риме, но вскоре переехал в Венецию и позже изучал право в университетах Падуи и Болоньи.

## Галерея

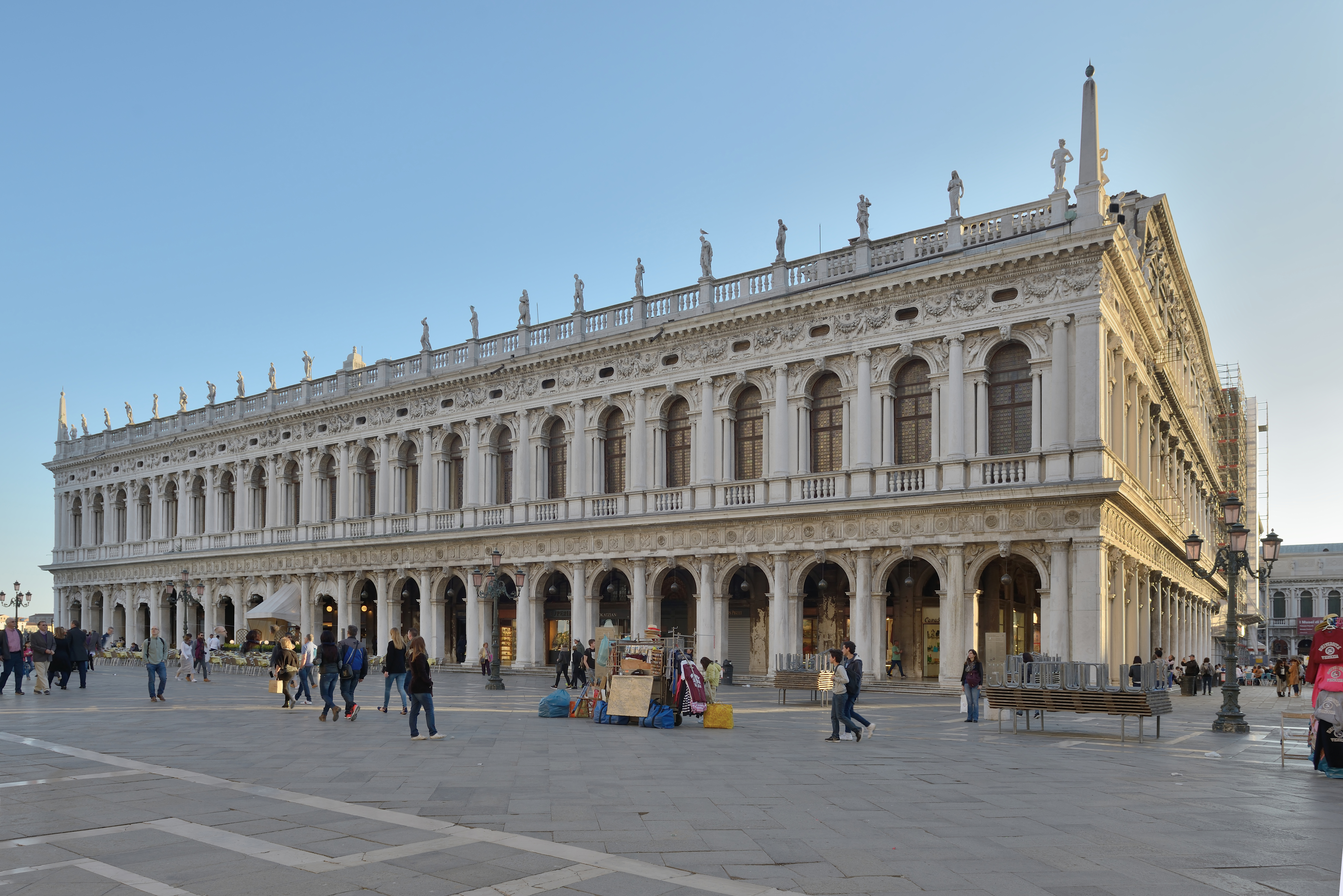
Библиотека Марчиана (Библиотека Сансовино). 1537—1554. Пьяцетта, Венеция
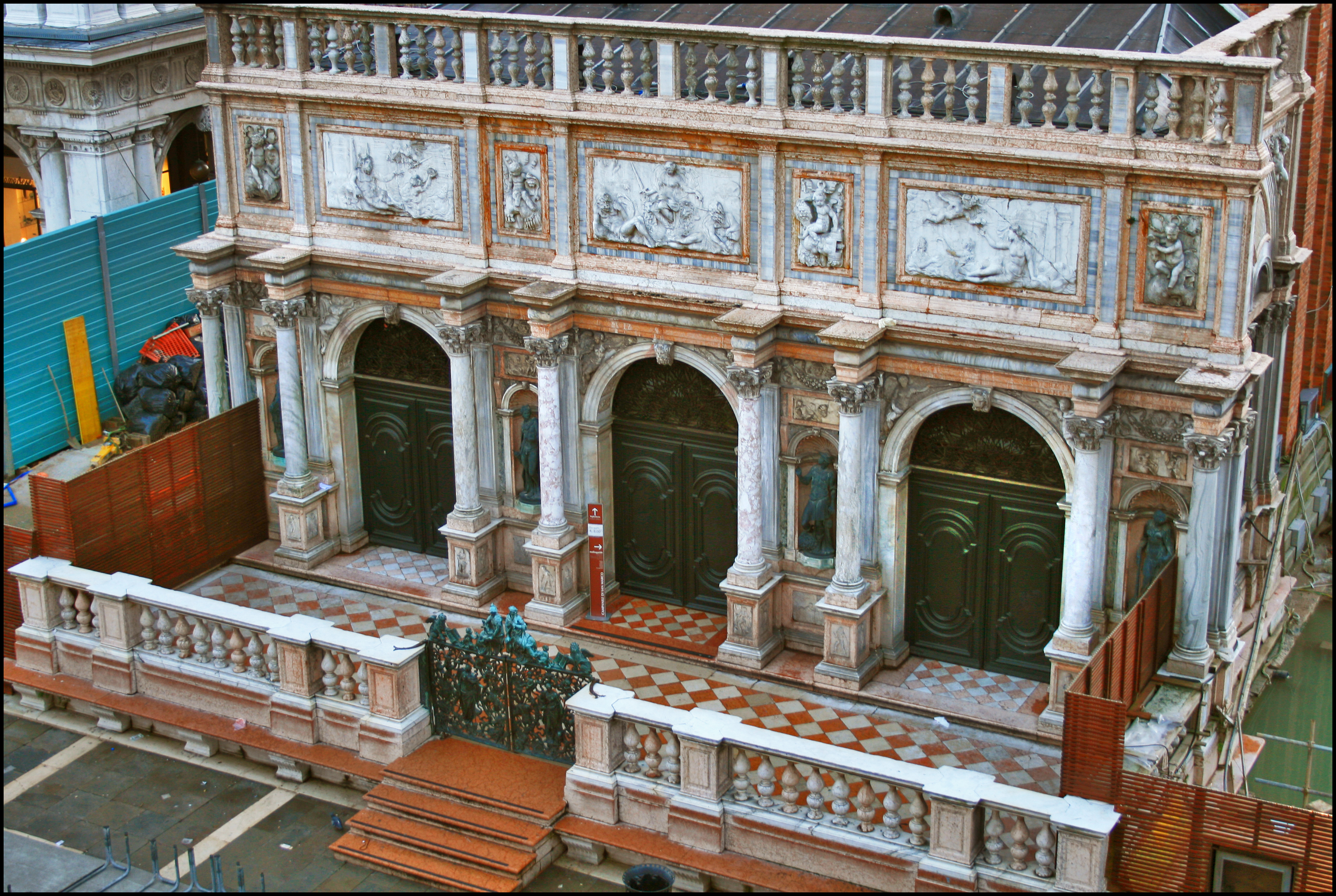
Лоджетта на Пьяцетте, Венеция. 1537—1540
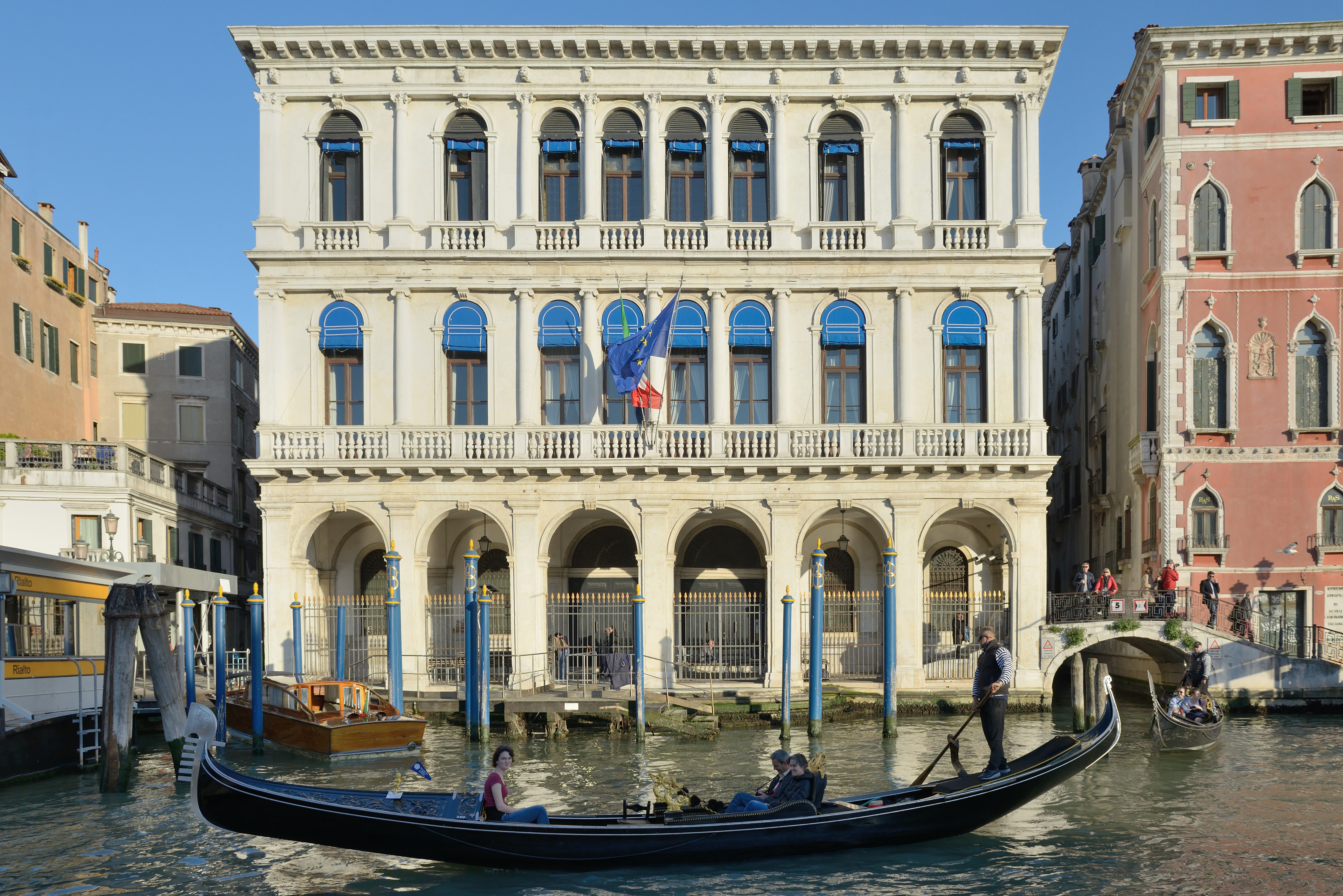
Палаццо Дольфин-Манин. Главный фасад, Венеция. 1536
Палаццо делла Лоджия. Брешия. 1535—1574
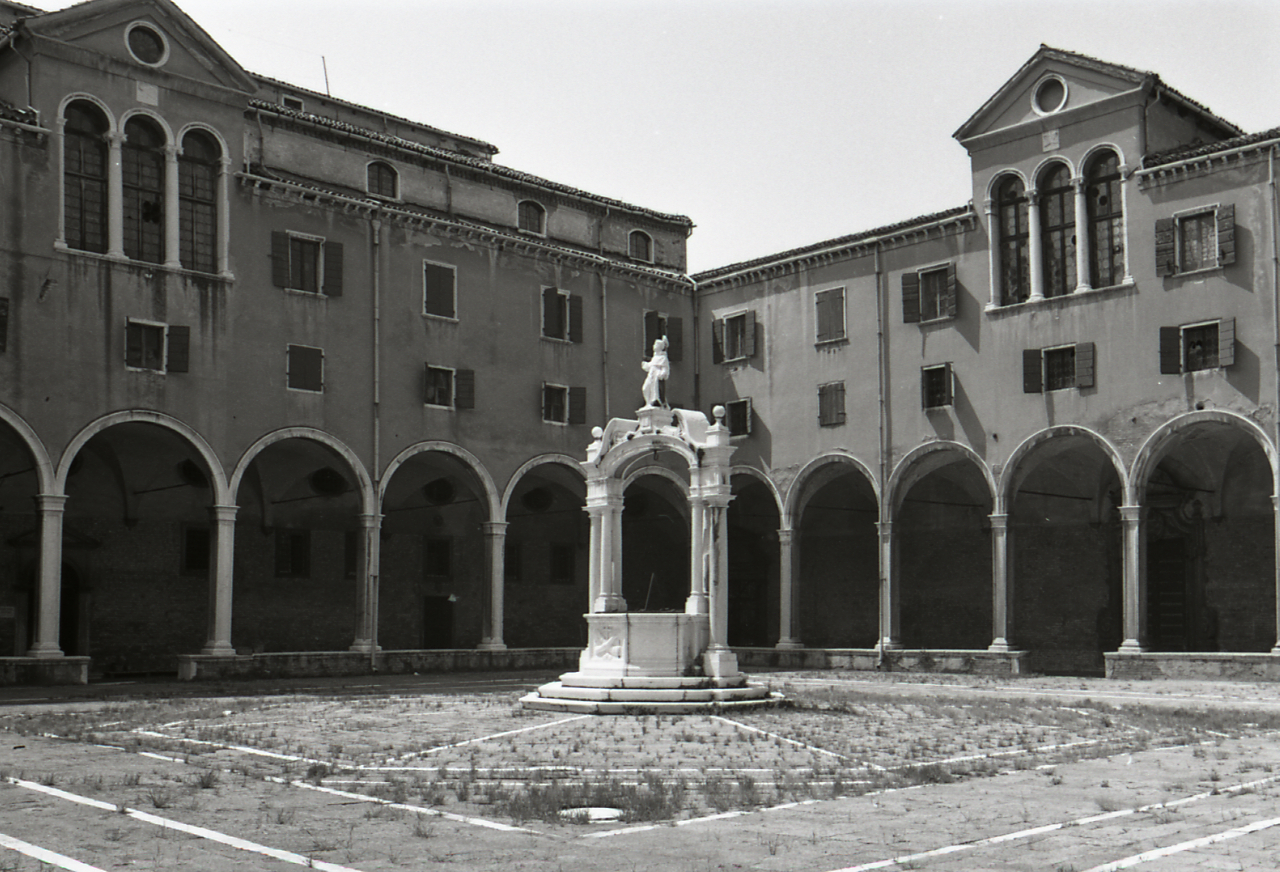
Церковь Санта-Мария-Глорьоза-дей-Фрари, Венеция. Кьостро Сант-Антонио. Фотография П. Монти. 1968
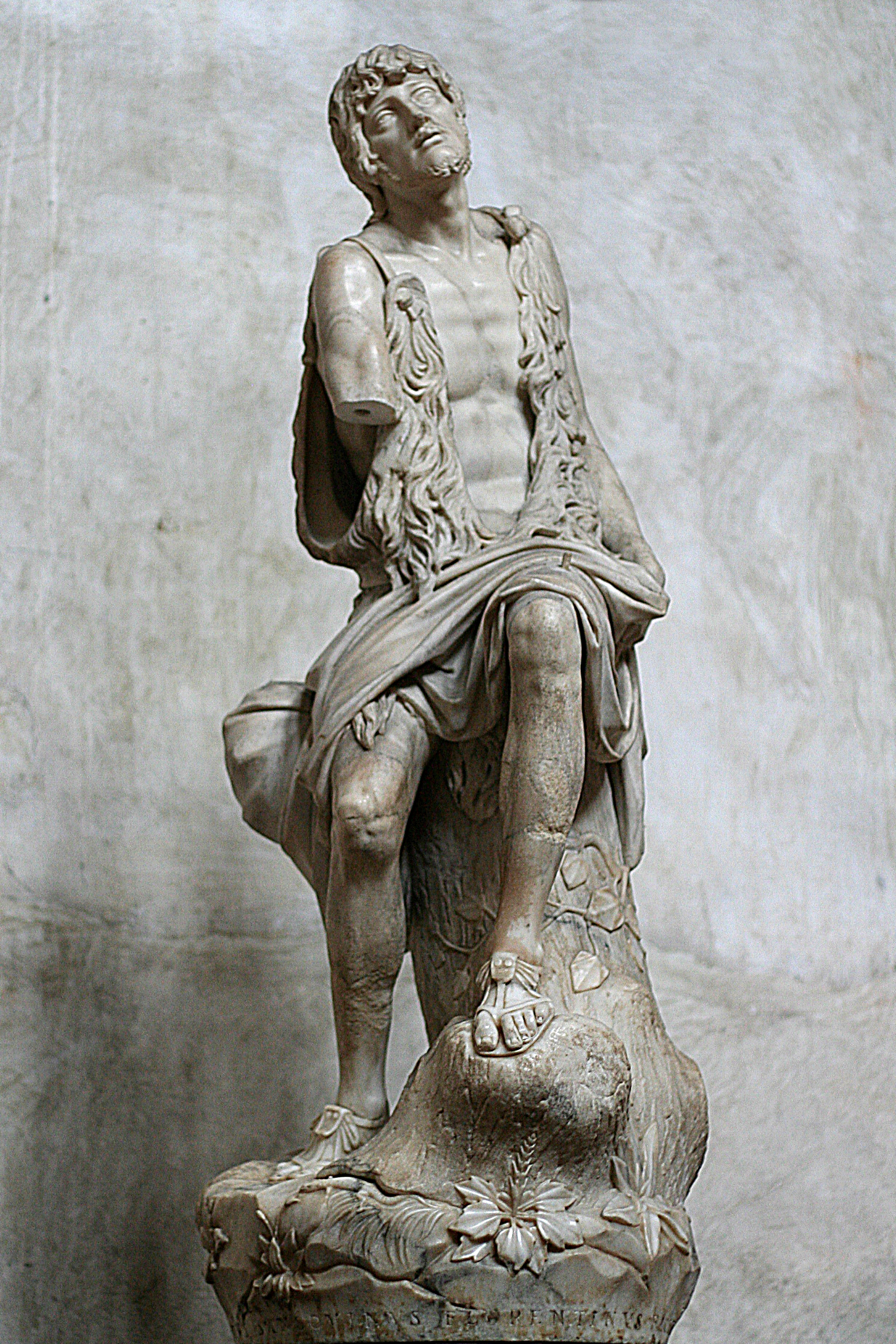
Иоанн Креститель. Венеция, церковь Санта-Мария-Глорьоза-дей-Фрари, Капелла Корнер
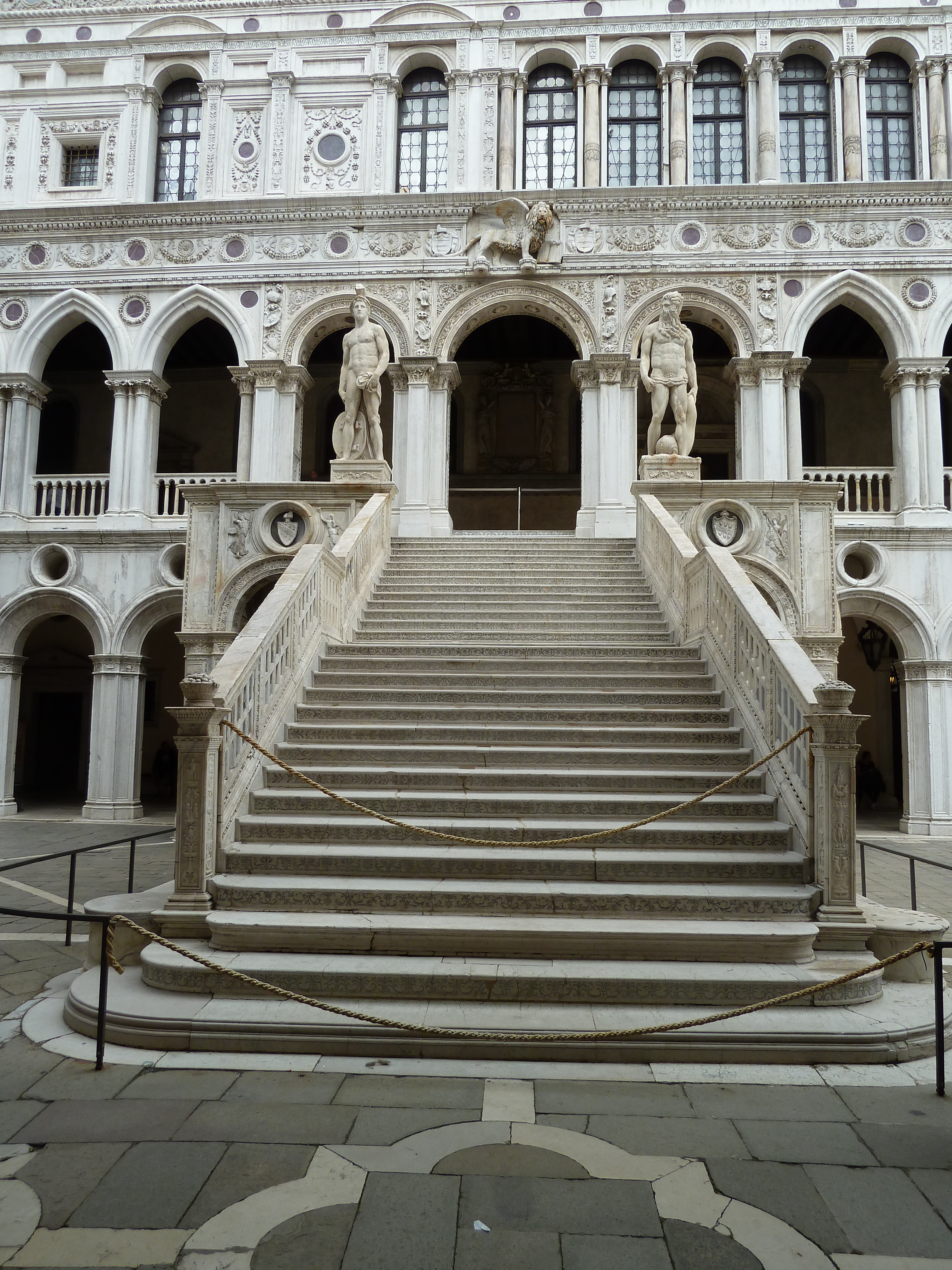
Статуи Марса и Нептуна. Лестница гигантов во внутреннем дворе Дворца дожей. 1568